# El otro lado de la cama
El otro lado de la cama is een Spaanse film uit 2002, geregisseerd door Emilio Martínez-Lázaro.

## Verhaal
Sonia en Javier leven al een tijd samen. Pedro en Paula zijn verloofd maar wonen apart. Paula heeft een affaire met Javier en wil met hem verder, dus besluit ze te breken met Pedro. Javier heeft het lastiger, want hij is niet bereid te breken met Sonia, of zijn affaire te bekennen aan Pedro, die zijn beste vriend is.

## Rolverdeling
| Acteur           | Personage |
| ---------------- | --------- |
| Ernesto Alterio  | Javier    |
| Paz Vega         | Sonia     |
| Guillermo Toledo | Pedro     |
| Natalia Verbeke  | Paula     |
| Alberto San Juan | Rafa      |
| María Esteve     | Pilar     |
| Ramón Barea      | Sagaz     |
| Nathalie Poza    | Lucia     |

## Ontvangst

### Recensies
Op Rotten Tomatoes geeft 48% van de 72 recensenten de film een positieve recensie, met een gemiddelde score van 5,02/10. Metacritic komt tot een score van 47/100, gebaseerd op 22 recensies.

### Prijzen en nominaties
De film werd genomineerd voor zes Premios Goya, waarvan de film er één won. 
| Jaar | Prijs                          | Categorie                | Genomineerde                                                | Resultaat   |
| ---- | ------------------------------ | ------------------------ | ----------------------------------------------------------- | ----------- |
| 2003 | Premios Goya (17de uitreiking) | Beste film               | El otro lado de la cama                                     | Genomineerd |
| 2003 | Premios Goya (17de uitreiking) | Beste regisseur          | Emilio Martínez-Lázaro                                      | Genomineerd |
| 2003 | Premios Goya (17de uitreiking) | Beste mannelijke bijrol  | Alberto San Juan                                            | Genomineerd |
| 2003 | Premios Goya (17de uitreiking) | Beste vrouwelijke bijrol | María Esteve                                                | Genomineerd |
| 2003 | Premios Goya (17de uitreiking) | Beste debuterend acteur  | Guillermo Toledo                                            | Genomineerd |
| 2003 | Premios Goya (17de uitreiking) | Beste geluid             | Gilles Ortion, Alfonso Pino, Pelayo Gutiérrez, José Vinader | Gewonnen    |